# Carlo Zeno

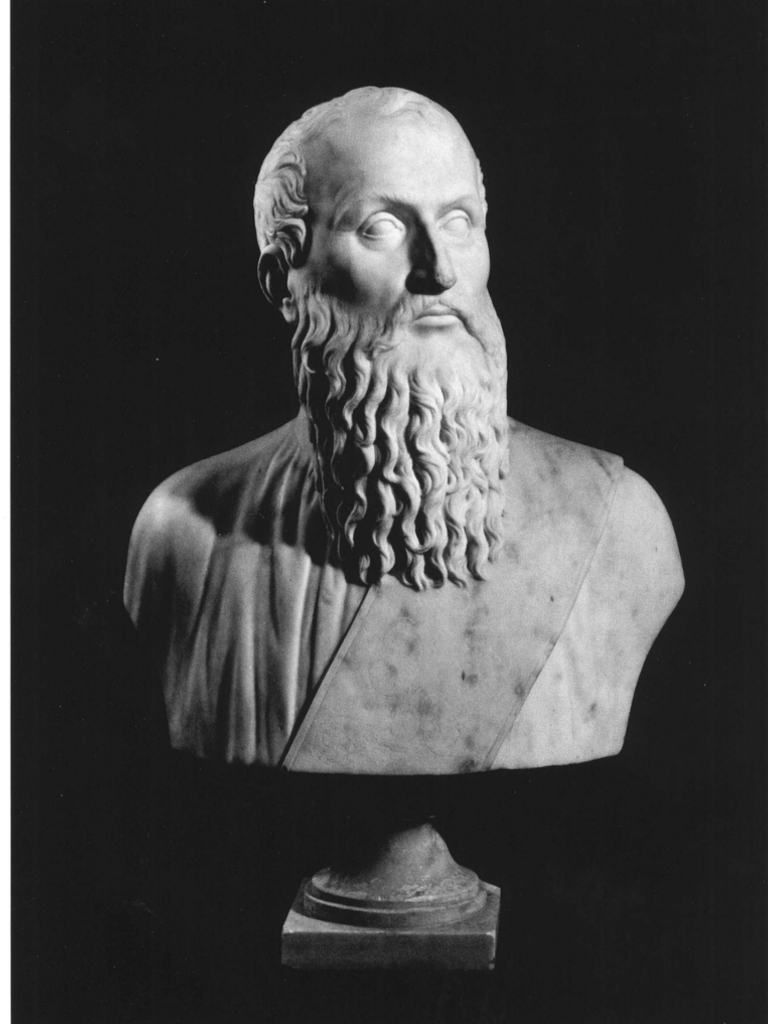
Carlo Zeno.

Carlo Zeno, född omkring 1334, död den 8 maj 1418, var en italiensk amiral och general. 
Zeno studerade vid universitetet i Padua, rymde därifrån till Grekland för att delta i striden mot turkarna, bistod sedermera 1376 östromerske kejsaren Johannes V Palaiologos att återvinna sin tron och förvärvade i samband därmed åt Venedig ön Tenedos. Denna erövring blev orsaken till det stora venetiansk-genuesiska kriget (Chioggiakriget). Kort därefter vann Zeno ett stort och avgörande slag vid Tenedos över bysantiner och genueser, vilka förgäves sökte återerövra ön. Under det följande kriget, i vilket genuesare, ungrare och staden Padua förenade sig mot Venedig, uppdrogs åt Zeno 1379 försvaret av Treviso mot ungrarna. Sedermera sändes han, efter att ha erövrat Cattaro, Sebenico och Arbe, till Orienten, men hemkallades 1380 för att med sin flotta bispringa den hotade fädernestaden. Genueserna hade nämligen slagit venetianska flottan, erövrat Chioggia och hotade själva staden Venedig. Med 18 galärer förenade Zeno sig med Vittore Pisani, Venedigs berömde amiral, erhöll efter åtskilliga strider överbefälet till lands, slog vid Brondolo i grund genueserna och bemäktigade sig fästningen Brondolo samt deltog i återerövringen av Chioggia i juni 1380, varigenom den mest hotande faran avvärjdes. Sedan Pisani i augusti samma år stupat, erhöll Zeno ånyo överbefälet till sjöss. Efter fredsslutet med Genua 1381 beklädde Zeno i fem år hos Gian Galeazzo Visconti i Milano ett högre civilt ämbete samt var sedermera Venedigs ambassadör vid franska och engelska hoven, varefter han utsågs till prokurator av San Marco. Då ett nytt krig utbrutit mot Genua, vann Zeno 1403 vid Modone en fullständig seger över den fientliga flottan och störtade Paduas mot Venedig fientlige härskare, Francesco de Carrara. Oaktat dessa utmärkelser och de ärorika tjänster han gjort sitt fädernesland berövade man honom alla hans ämbeten och insatte honom på två år i fängelse, utan grund anklagad för att ha som gåva mottagit en stor penningsumma av Carrara (det var i själva verket återbetalning för ett av honom givet lån). Efter återvunnen frihet begav han sig på en pilgrimsfärd till Heliga landet och hjälpte därunder kungen av Cypern (av huset Lusignan) att från ön fördriva genueserna. Därmed avslutade Zeno sin krigiska och politiska bana; efter sin hemkomst ägnade han sig helt åt studier. För sin utomordentliga tapperhet (hans kropp var höljd av ärr efter 40 blessyrer) fick Zeno tillnamnet Leone (lejonet).